# 新世代コンピュータ技術開発機構
新世代コンピュータ技術開発機構（しんせだいこんぴゅーたぎじゅつかいはつきこう、英称：Institute for New Generation Computer Technology、略称：ICOT）は、かつて第五世代コンピュータの開発を目的として設立された通商産業省所管の財団法人だった。
新世代コンピュータ技術開発機構は、従来のノイマン型コンピュータでは対応が困難であるとされた用途にも対応できる高度の人工知能の開発を目的として設立された。
1980年代初頭に第五世代コンピュータの計画が発表されると国内外から官民問わず若手の研究者が集まった。
開発現場では自由にアイディアを出したり議論する環境だったという。このプロジェクトの後、コンピュータ業界では以前にも増して知的財産権の権利の主張が高まり、直接的な営利を目的としない開発は下火になった。
現在、情報工学の分野で要職に就いている者にはこの機構での経歴を持つ者が多い。

## 沿革
- 1982年 - 財団法人として設立された。
- 1992年 - 第五世代コンピュータプロジェクトの終了に伴い業務を終了した。

## 業務
第五世代コンピュータとそれに関連する技術の開発